# Kreuzauffindung (Schönfeld)

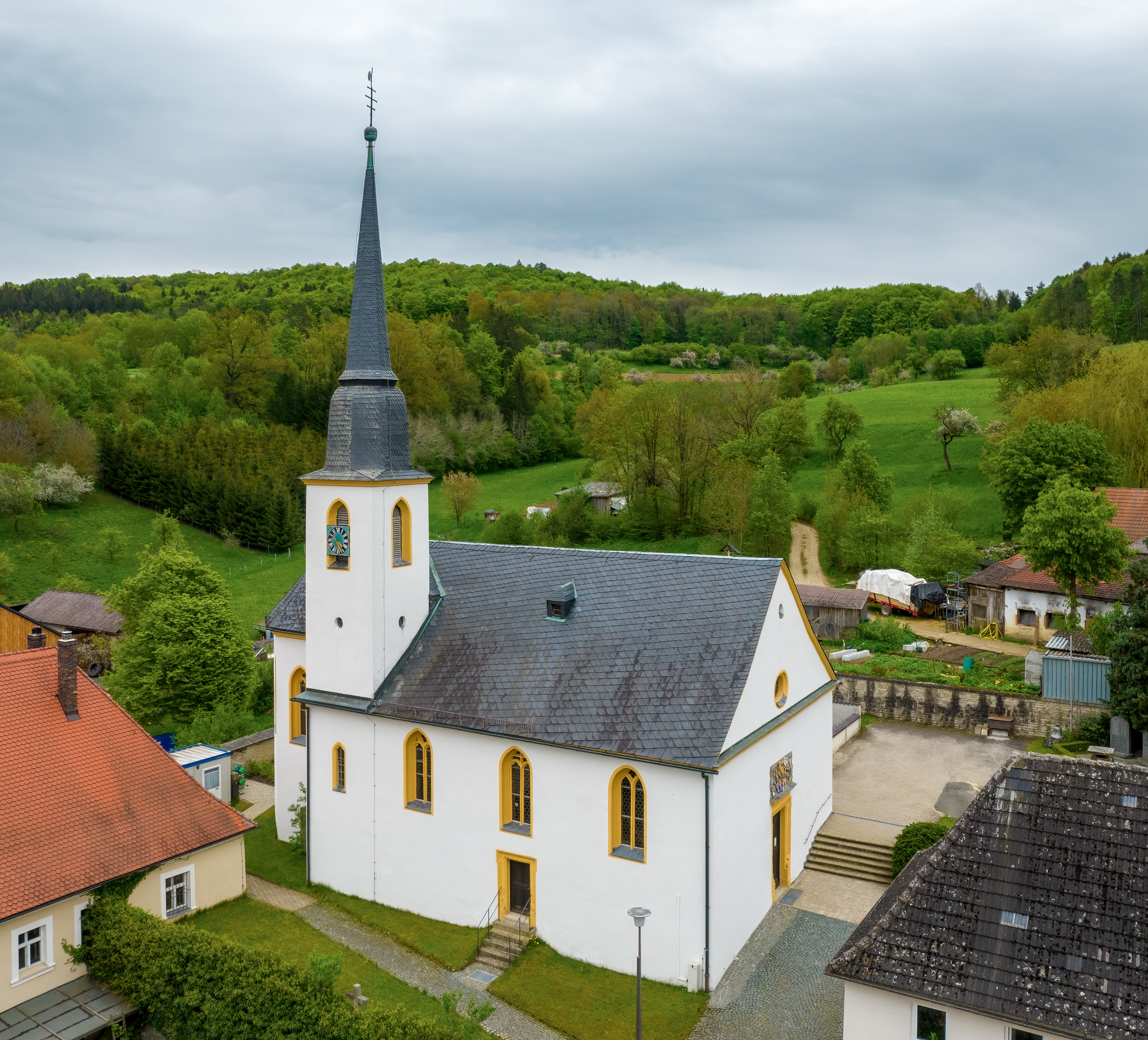
Kreuzauffindung (Schönfeld)

Die römisch-katholische, denkmalgeschützte Pfarrkirche Kreuzauffindung steht in Schönfeld, einem Gemeindeteil der Stadt Hollfeld im Landkreis Bayreuth (Oberfranken, Bayern). Die Kirche ist unter der Denkmalnummer D-4-72-154-72 als Baudenkmal in der Bayerischen Denkmalliste eingetragen. Die Kirche gehört zur Pfarrei Mariä Himmelfahrt im Seelsorgebereich Fränkische Schweiz Nord im Dekanat Bayreuth des Erzbistums Bamberg.

## Beschreibung
Das Langhaus mit drei Jochen der Saalkirche wurde 1619–21 nach einem Entwurf von Giovanni Bonalino erbaut. Der spätgotische eingezogene Chor von zwei Jochen mit 5/8-Schluss, der innen mit einem Kreuzgewölbe überspannt ist, wurde dabei barockisiert. Der Chorflankenturm, der im Norden mit dem Langhaus fluchtet, steht nördlich des Chors. Über dem Portal in der Fassade im Westen befindet sich das mit Kymations gerahmte Wappen von Johann Gottfried von Aschhausen. Am Hochaltar aus dem späten 17. Jahrhundert stehen spätgotische Statuen des heiligen Heinrich und der heiligen Kunigunde. Darüber hinaus gehören zur Kirchenausstattung ein Tabernakel und ein Sakramentshaus.